# Promachus clavigerus
Promachus clavigerus är en tvåvingeart som beskrevs av Stanley Willard Bromley 1931. Promachus clavigerus ingår i släktet Promachus och familjen rovflugor.
Artens utbredningsområde är Madagaskar. Inga underarter finns listade i Catalogue of Life.